# Luís da Câmara Reis
Luís da Câmara Reis (Lisboa, 20 de abril de 1885 — Estoril, 27 de outubro de 1961), frequentemente referido como Câmara Reys, professor, jornalista e defensor da causa democrática em Portugal, fez parte do grupo de intelectuais que em 1921 fundou a revista Seara Nova. Ainda na area do jornalismo, foi diretor do jornal  A republica portugueza  (1910-1911), e colaborou nas revistas:  Serões   (1901-1911), Illustração portugueza iniciada em 1903, Arte & vida   (1904-1906),  Atlântida  (1915-1920), Homens Livres  (1923) e Lusitânia   (1924-1927).

## Biografia
Nasceu em Lisboa, filho de um casal de açorianos da ilha Terceira, o conselheiro Luís António dos Reis e Cristina Amélia da Câmara Lima. A mãe pertencia a uma família de literatos, pois era irmã do jornalista Teotónio Simão da Câmara Lima. Licenciou-se em Direito na Universidade de Coimbra no ano de 1907, mas optou pelo ensino. Foi professor de língua francesa do ensino secundário, mas dedicou boa parte do seu tempo ao jornalismo.
Colaborou assiduamente em diversas revistas e jornais, entre os quais A Capital, O País, Gazeta de Notícias (do Rio de Janeiro) e O Intransigente (de Luanda). Dirigiu o periódico intitulado República Portuguesa (1910-1911). Republicano e democrata foi contudo desde o início um crítico das instituições republicanas, tendo-se distinguido como corajoso e persistente lutador pela causa democrática. Foi um dos fundadores da Seara Nova, periódico que dirigiu por 40 anos, desde 1921 a 1961. Empenhou-se no projecto seareiro, nos bons e maus momentos, na qualidade de crítico e de cronista.
No campo da crítica literária deixou também obra significativa, com destaque para a sua obra As questões morais e sociais da literatura. Também produziu manuais e escolares e publicou obras de ficção, com destaque para os contos.
Foi casado com D. Ema Romero, conhecida musicóloga e cantora.

## Obras
Para além de vasta obra dispersa por periódicos, é autor das seguintes obras:
- Paris!. Lisboa, França Amado Ed. 1907;
- O melhor caminho: dois actos em prosa (1907);
- Cartas de Portugal: (para o Brazil) 1906-1907 (1907);
- «A ilha Terceira pitoresca» in Serões, Lisboa, n.º 21, março de 1907;
- Contos de Março. Lisboa, Liv. Ferreira Ed. 1909;
- Vida política. Lisboa, edição do autor, 1913;
- Natal (1921);
- Os quarenta imortais (1921);
- Conferência sobre a peça Adão e Eva de Dr. Jaime Cortesão (1921);
- Cidades antigas, terras mortas  (1926);
- Petits essais litteraires (1930);
- As questões morais e sociais na literatura (3 volumes). Lisboa, Seara Nova, 1941-1946;
- Prefácio, in António Correia, Poucos conhecem os Açores, pp. IX-XVI. Lisboa, edição do autor, 1942;
- As questões morais e sociais na literatura : V : Teófilo Braga (1943);
- Divagações musicais : dos trovadores a Vila-Lôbos (1944);
- Costa do Sol  (1958);
- Raúl Proença (1985).